# 塔爾米奇 (堪薩斯州)
塔爾米奇（英語：Talmage）是位於美國堪薩斯州迪金森縣的一個人口普查指定地區。

## 人口
根據2010年美國人口普查的數據，塔爾米奇的面積為0.25平方千米，當中陸地面積為0.25平方千米，而水域面積為0.00平方千米。當地共有人口78人，而人口密度為每平方千米312人。